# Милан Младеновић (трубач)
Милан Младеновић (Врање, 1942), рођен као Екрем Мамутовић, је познати трубач и капелник истоименог дувачког оркестра из Врања.

## Биографија
Екрем Мамутовић је рођен 1942. године у Врању, у насељу Горња чаршија, подно Пржара.
Као и већина Рома из овог краја, и Екрем је рано почео да свира трубу, већ са својих шест година.
Са седам година је похађао музичку школу, а са 13 година почео да свира у дувачком оркестру Бакије Бакића. По Бакијиној смрти, постао је вођа његовог оркестра.
Екрем Мамутовић је освојио више награда прва труба на сабору трубача у Гучи (1973, 1979, 1983. и 1990), добивши тако назив мајстора трубе. У време распада СФР Југославије, деведесетих година 20. века, Екрем је, вођен патриотским разлозима, променио своје име и презиме у Милан Младеновић.
Данас оркестром руководи Миланов син, Ненад Младеновић, који је такође освојио више титула прва труба на истом такмичењу.
Великом успеху дувачког оркестра из Горње чаршије допринео је и уметнички директор оркестра, врсни хармоникаш и професор музике Ратко Силистаревић.
Милан Младеновић је после дуже и тешке болести преминуо у 66. години у Врању.